# Sara Vukčević
Sara Vukčević (n. 25 martie 1992, în Podgorica) este o handbalistă muntenegreană care joacă pentru clubul românesc HCM Râmnicu Vâlcea pe postul de pivot. Vukčević este și componentă a echipei naționale a Muntenegrului, alături de care a câștigat medalia de aur la Campionatul European din 2012, desfășurat în Serbia.

## Palmares
Club
- Liga Campionilor EHF:
  - Semifinalistă: 2011

- Cupa EHF:
  - Semifinalistă: 2015

Echipa națională
- Campionatul European:
  -  Medalie de aur: 2012